# CEGEP

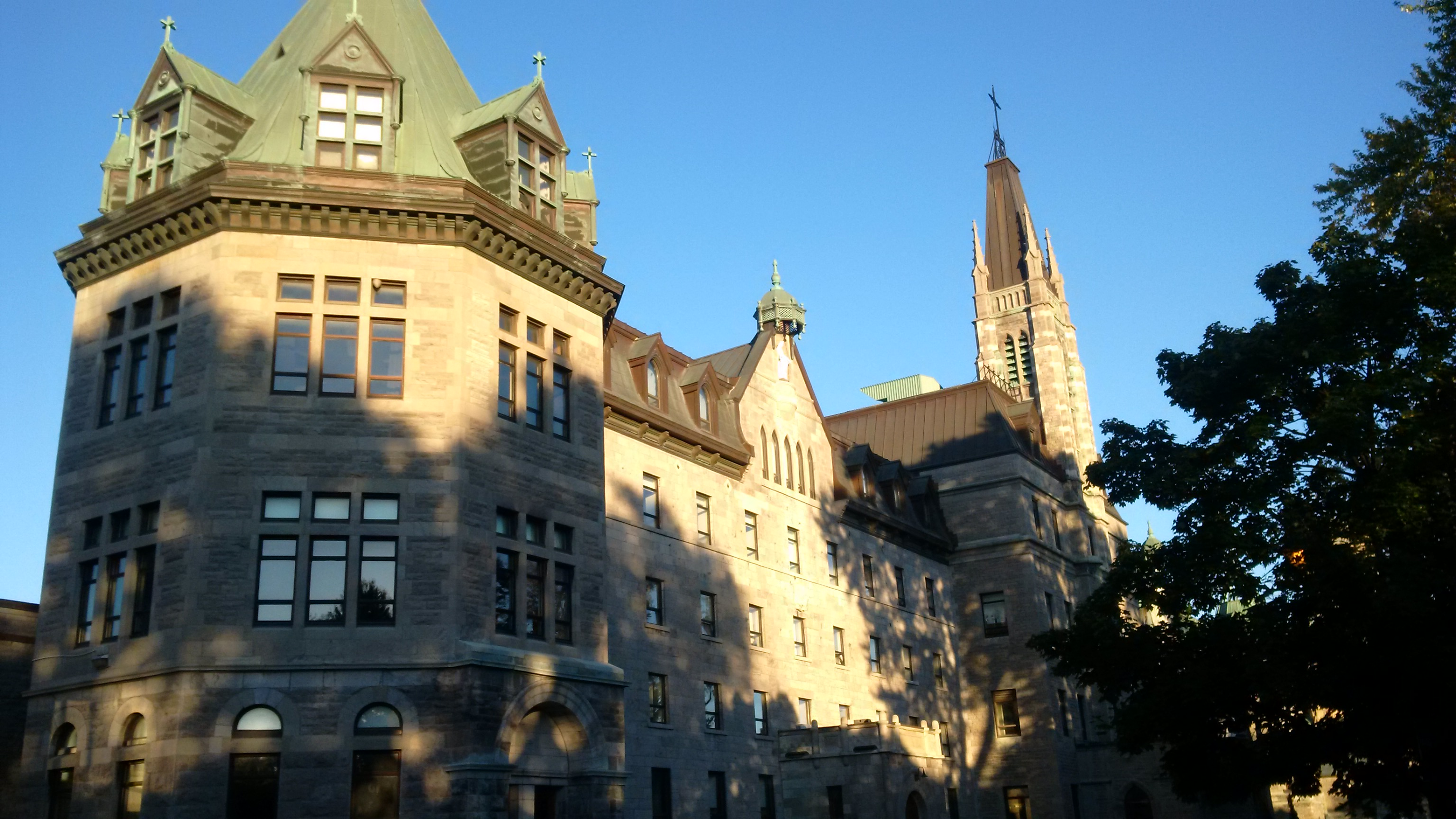
CEGEP of Saint-Laurent, Montreal.

CEGEP (/ seɪˈʒɛp / say-ZHEP ou / ˈsiːdʒɛp / SEE-jep; francês: Cégep; também CÉGEP ou Cegep [seʒɛp]) é um tipo de estabelecimento de ensino público e único em Quebec, que oferece programas gerais, profissionais, acadêmicos ou uma combinação desses programas. Uma palavra de empréstimo do francês, é originária da sigla francesa de "Collège d'Enseignement Général et Professionnel", às vezes conhecida em inglês como "General and Professional College" ("Colégio Geral e Profissional"), agora é considerada uma palavra em si.
Embora todas as faculdades em Quebec sejam coloquialmente chamadas de CEGEPs, apenas faculdades públicas são oficialmente referidas por esse nome. Faculdades públicas (CEGEPs) e privadas têm a mesma função no Quebec. Embora eles possam ocasionalmente ser comparados a faculdades juniores ou faculdades comunitárias, os CEGEPs diferem na medida em que um Diploma de Estudos Universitários (ou Diplôme d'études collégiales, DEC) é necessário para a admissão na universidade em Quebec, a menos que um estudante entre maduro aluno, o que normalmente significa uma idade mínima de 21 anos, com outros requisitos.
Os programas acadêmicos costumam ter dois anos de duração, preenchendo a lacuna entre os níveis de ensino médio e de graduação, que são um ano mais curtos no Quebec em relação a outros lugares no Canadá. Um estudante em Quebec não pode ingressar na universidade apenas com um diploma secundário, a menos que o diploma tenha sido obtido em outra província ou país. Normalmente, os programas profissionais têm duração de três anos, com especialização em cursos que levam a uma carreira logo após a graduação. Dependendo da universidade, os alunos com diplomas DEC de um programa profissional podem continuar seus estudos em uma universidade para o ensino superior.
O objetivo de um nível educacional separado é tornar o ensino pós-secundário mais acessível no Quebec. Também garante que os alunos tenham uma preparação acadêmica adequada para ter sucesso na universidade. Existem faculdades públicas subsidiadas e privadas, com os CEGEPs públicos com pouca ou nenhuma taxa de matrícula.
Produto da Revolução Tranquila, o sistema CEGEP foi iniciado em 1967 pelo governo da província de Quebec e consistia originalmente em 12 CEGEP. Hoje, 48 CEGEPs operam em Quebec, dos quais cinco estão no idioma inglês. Existem também os Centros Universitários (Centre d'études collégiales), pequenas faculdades públicas de ensino pós-secundário muito semelhantes aos CEGEPs, geralmente os campi secundários independentes das CÉGEPs, como o Center d'études collégiales à Chibougamau, parte da Cégep de Saint- Felicien.

## Diretrizes da educação
Os estudantes de Quebec que pretendem cursar o ensino superior devem frequentar uma faculdade (ou seja, CEGEP) antes de se matricular em uma universidade de Quebec. Os alunos que seguem um programa de estudos gerais em Quebec concluem seis anos da escola primária (séries 1 a 6), seguidos por cinco anos da escola secundária (chamados séries 7 a 11, ou 1re secondaire ao 5e secondaire em francês). Os estudantes de Quebec concluem uma série a menos no total do que os outros estudantes da América do Norte antes de iniciar os estudos pós-secundários, concluindo o ensino médio na 11ª série, em vez da 12ª série. Os programas do CEGEP têm tipicamente dois anos de duração, com exceção de certos programas profissionais de três anos em comprimento; os últimos programas são geralmente para aqueles que desejam ingressar em uma profissão. Após a conclusão bem-sucedida do CEGEP, a maioria dos programas de graduação na província tem três anos para estudantes do Quebec; portanto, o número total de anos de estudo para estudantes de Quebec da escola primária até o bacharelado é o mesmo que para outros estudantes da América do Norte. Por exemplo, um estudante de Quebec que tenha concluído um diploma do CEGEP iniciaria um programa universitário de três anos no Quebec no primeiro ano, enquanto um estudante de fora da província que completou o 12º ano iniciaria o mesmo programa universitário no Quebec em Ano 0. Por outro lado, os estudantes que possuem um diploma do CEGEP também podem frequentar universidades fora da província, caso em que os diplomas são tratados por universidades da mesma maneira que os diplomas universitários de 2 anos (grau associado) ou recebem um ano de posição avançada. Alguns cursos avançados no nível do CEGEP podem ser avaliados como equivalentes aos cursos introdutórios na universidade.
Para os estudantes que pretendem concluir seus estudos pós-secundários fora de Quebec, existem três opções. Primeiro, várias escolas secundárias com sede em Quebec têm um currículo especializado para estudantes que desejam ingressar diretamente em programas pós-secundários fora da província. Nesses casos, os alunos podem fazer um ano de cursos em escolas secundárias que oferecem essa opção para cumprir os requisitos da 12ª série da instituição à qual estão se candidatando. Segundo, os alunos podem concluir um ano dos cursos do CEGEP antes de se transferirem para uma universidade fora da província, a fim de começar no primeiro ano de um grau pós-secundário fora da província. Por exemplo, os estudantes que desejam frequentar uma universidade de Ontário podem concluir um ano do CEGEP e se inscrever como um candidato regular que concluiu o 12º ano em Ontário. Terceiro, os alunos que completaram dois anos de CEGEP podem solicitar admissão com um ano de prestígio avançado a instituições de ensino superior fora de Quebec.

## Programas
A maioria, mas nem todas as faculdades, oferecem três tipos de programas: geral, profissional e acadêmico. Os programas gerais levam três anos para serem concluídos. Os programas profissionais levam três anos para serem concluídos. Os programas acadêmicos levam dois.  Esses programas compartilham um currículo básico, que consiste em francês, inglês, ciências humanas, educação física e cursos complementares (cursos eletivos não relacionados ao programa de estudos).

### Programa profissional
As faculdades de Quebec também oferecem programas profissionais de três anos para estudantes que desejam seguir um ofício qualificado. Ao contrário dos programas acadêmicos, eles não são uma preparação para a universidade, embora isso não impeça um aluno de frequentar uma universidade posteriormente. Os programas profissionais também levam a um DEC. Exemplos de tais programas profissionais são: Eletrônica Industrial, Tecnologia Arquitetônica, Enfermagem, Tecnologia de Engenharia de Construção, Ciência da Computação e Teatro. Embora esses programas também possam levar à universidade, eles são voltados para o emprego imediato após a conclusão.

### Programa acadêmico
O programa acadêmico dura dois anos. Abrange tanto o assunto que corresponde aproximadamente ao ano adicional do ensino médio comum em outros lugares no Canadá quanto aos cursos correspondentes aos cursos realizados na universidade do primeiro ano em preparação para um campo escolhido na universidade (Ciências, Humanidades, Comércio ou Artes). Após a conclusão dos estudos, o governo provincial emite um Diploma de Estudos Universitários (Diploma of College Studies, DCS, ou Diplôme d'études collégiales, DEC).
Os alunos são então preparados para concluir determinados programas de graduação em uma universidade de Quebec em 3 anos, em oposição a 4 anos fora de Quebec. Os estudantes com um DEC que optarem por frequentar uma universidade em outra província no Canadá ou fora do país são elegíveis para pular o primeiro ano e ingressar na universidade como um estudante do segundo ano, ou ganhar um status avançado ou crédito extra pelo primeiro ano. A quantidade de crédito extra aceita fica a critério de cada universidade. Na prática, a maioria das universidades aceita créditos universitários em Quebec, mas apenas até um ano, dada a diferença na estrutura dos sistemas educacionais entre Quebec e o restante das províncias.
Programas de educação continuada para adultos também são oferecidos em faculdades. Muitos desses programas levam a um certificado de faculdade (Atestado de Estudos Universitários (ACS), (em francês): Atestado de Estudos Universitários - AEC), que é semelhante a um DEC, mas não inclui o currículo principal. Este certificado é entregue pelo departamento de educação continuada de uma faculdade, enquanto um diploma é emitido pelo Ministério da Educação, Recreação e Esporte de Quebec (mais tarde renomeado Ministério da Educação e Ensino Superior, Ministério da Educação e do Ensino Superior) em francês).
Além disso, a maioria dos trinta e um "Centros de Transferência de Tecnologia" da província foram estabelecidos pelos CEGEPs. Nesses centros, a pesquisa aplicada é realizada em um campo específico, em cooperação com parceiros industriais.